# Rodrigo Plá

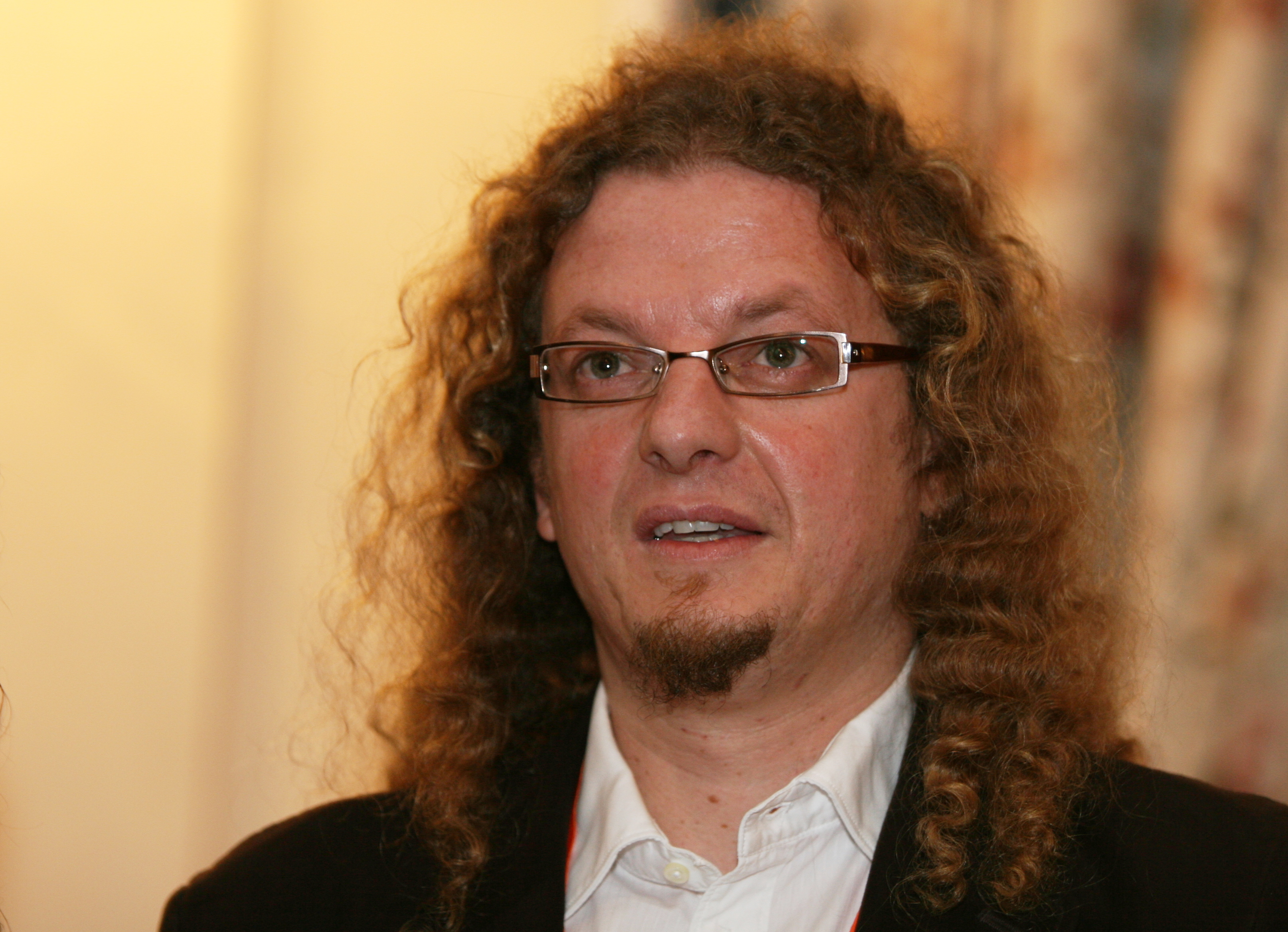
Rodrigo Plá (2008)

Rodrigo Plá (* 9. Juni 1968 in Montevideo, Uruguay) ist ein uruguayischer Regisseur.
Plá wurde in Montevideo geboren, lebt aber seit seinem elften Lebensjahr in Mexiko-Stadt und studierte Drehbuch und Regie an der dortigen Filmschule.
Sein bekanntestes Werk ist der Film La zona. Bei den 64. Internationalen Filmfestspielen von Venedig 2007 gewann er damit den Preis für das beste Erstlingswerk. Bei der Berlinale 2012 präsentiert Plá seinen Film La demora in der Sektion Forum. Der Film Un monstruo de mil cabezas wurde auf dem International Istanbul Film Festival 2016 mit der Goldenen Tulpe ausgezeichnet.

## Filmografie
- 1996: Novia mía
- 2001: El ojo en la nuca
- 2007: La zona
- 2008: Desierto adentro
- 2010: Revolución
- 2011: La demora
- 2015: Un monstruo de mil cabezas